# Деллакква, Кейси
Кейси Деллакква (англ. Casey Dellacqua; родилась 11 февраля 1985 года в Перте, Австралия) — австралийская профессиональная теннисистка, бывшая третья ракетка мира в парном разряде. Победительница Открытый чемпионат Франции (2011) в миксте, финалистка семи турниров Большого шлема в парном разряде; победительница семи турниров WTA в парном разряде; победительница одного юниорского турнира Большого шлема в парном разряде (Открытый чемпионат Австралии-2003).

## Общая информация
Кейси — одна из трёх детей Кима и Ниты Деллакква; её сестру зовут Брук, а брата — Бен. По отцовской линии у австралийки есть родственники в Италии, а по материнской — в Ирландии.
У Кейси и её партнёрши Аманды Джадд двое детей — сын Блейк родился в августе 2013 года, а дочь Энди в апреле 2016 года.

## Спортивная карьера
Кейси в теннисе с семи лет, любимое покрытие — хард. С 16 лет Деллакква тренировалась в теннисной секции при Австралийском институте спорта в Канберре.
Кейси Деллакква играет в теннис с семи лет. В 2002 году провела первые игры в рамках турниров Международной федерации тенниса (ITF). В 2003 году первенствовала на Открытом чемпионате Австралии среди девушек в парном разряде (с соотечественницей Адрианой Сили). В том же году в Далби (Австралия) завоевала свои первые титулы ITF. В следующие несколько лет Деллакква продолжала выступать главным образом в турнирах ITF. В 2007 году одержала несколько побед над теннисистками из первой сотни рейтинга в турнирах Женской теннисной ассоциации (WTA) и закончила сезон на 78 месте в рейтинге.

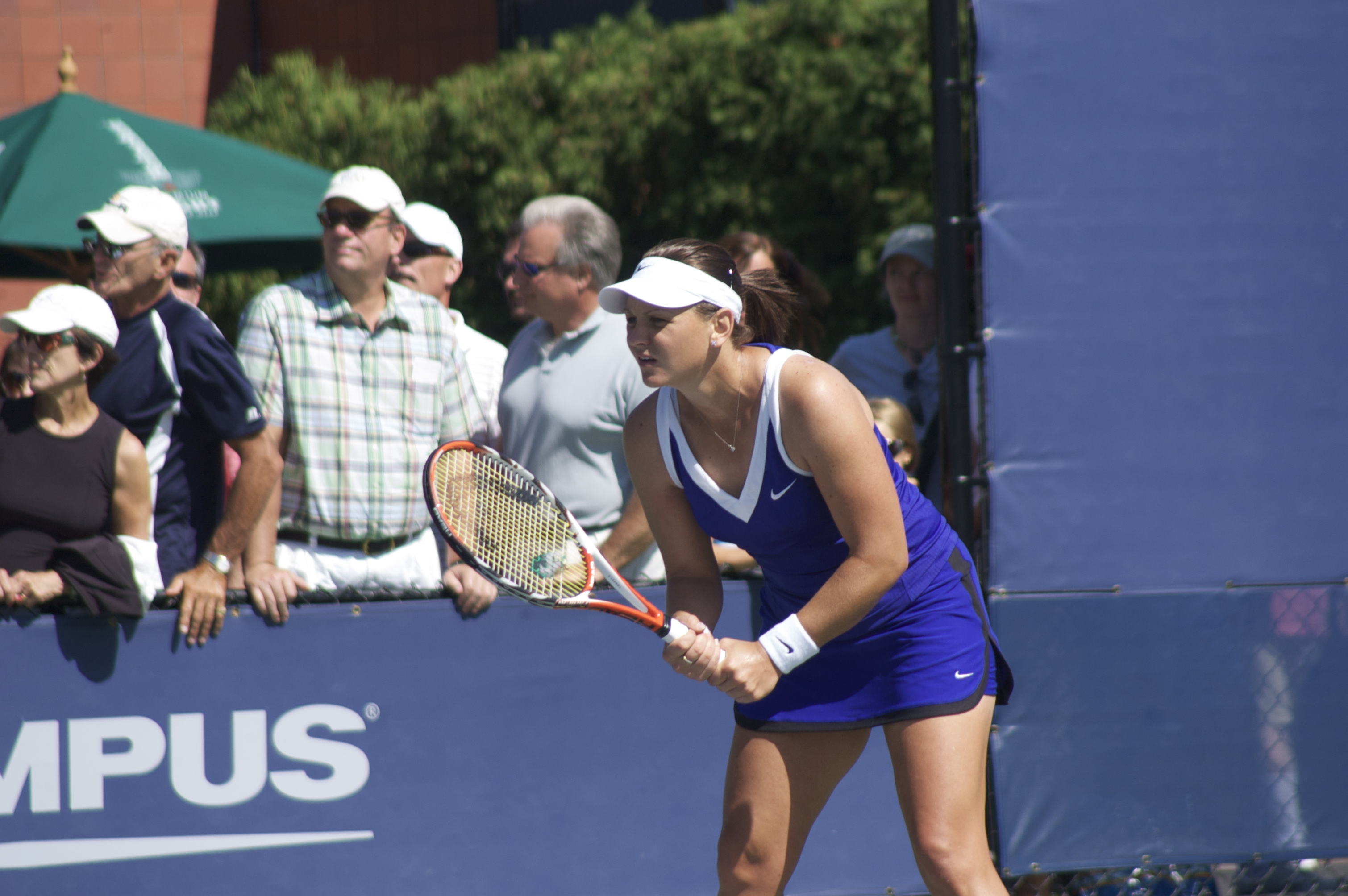
Деллакква в 2008 году

В 2008 году Деллакква в паре с итальянкой Франческой Скьявоне, победив четыре посеянных пары, вышла в финал Открытого чемпионата Франции. После этого она поднялась со 113 на 38 место в рейтинге парных игроков. Выйдя в полуфинал Уимблдонского турнира с француженкой Натали Деши (проиграли Винус и Серене Уильямс), она продвинулась в рейтинге ещё на 11 мест. Она представляла Австралию в паре с Алисией Молик на олимпийском турнире в Пекине, но в первом же круге они уступили Скьявоне и Флавии Пеннетте. Деллакква завершила сезон выходом в полуфинал турнира WTA в Токио в паре со Скьявоне. В одиночном разряде этот сезон был для неё тоже удачным: она вышла в четвёртый круг Открытого чемпионата Австралии и в третий круг на Открытом чемпионате Франции и на Уимблдоне, а также в четвёртый круг премьер-турнира в Индиан-Уэлс. В первом круге Открытого чемпионата Франции она победила девятую ракетку мира Марион Бартоли: ещё четыре победы за сезон она одержала над теннисистками из второй десятки рейтинга. На Олимпиаде она победила в первом круге Хиселу Дулко из Аргентины, но во втором уступила Виктории Азаренко.
В январе 2009 года в Сиднее в паре с Деши Деллакква вышла во второй в карьере финал крупного профессионального турнира, а затем со Скьявоне дошла до полуфинала Открытого чемпионата Австралии. В феврале ей прооперировали левое плечо, и она выбыла из соревнований на остаток сезона, только в ноябре выступив на турнире ITF в паре с Молик. Несмотря на это, она автоматически ещё некоторое время поднималась в рейтинге и в марте впервые в карьере вошла в первую десятку теннисисток, выступающих в парах. В 2010 году она выступала только в первой половине сезона и последний матч провела на Уимблдоне, к тому моменту успев выиграть один турнир ITF в одиночном разряде и два в парах. Окончательное возвращение состоялось на следующий год: не особо удачно начав сезон, во второй его половине Деллакква победила в шести турнирах ITF подряд — победная серия продлилась с сентября по ноябрь и в конце её Кейси поднялась с 274-го до 134-го места в рейтинге. Парный сезон Деллакква включал в себя пять побед в турнирах ITF, полуфиналы турниров WTA в Мадриде (после победы в паре с Ренне Стаббс над Лизой Реймонд и Лизель Хубер), Бирмингеме и Далласе, третий круг Открытого чемпионата Франции и, как результат, перемещение из середины пятой сотни в рейтинге в середину первой.
В 2012 году успехи Деллакква были скромней — она добавила в свою копилку лишь один титул в турнирах ITF в одиночном и два в парном разряде; тем не менее уже к марту она вернулась в сотню сильнейших теннисисток мира и завершила в ней третий сезон за карьеру. На Открытом чемпионате Австралии 2013 года она дошла в паре с Эшли Барти до третьего за карьеру финала турнира Большого шлема, но австралийская пара, во втором круге переигравшая посеянных третьими Лизу Реймонд и Марию Кириленко, оказалась всё же недостаточно сильна, чтобы справиться в финале с первой парой мира — Робертой Винчи и Сарой Эррани. После этого Деллакква и Барти выиграли травяной турнир WTA в Бирмингеме и ещё дважды за сезон дошли до финала турниров Большого шлема — сначала на Уимблдоне, а затем на Открытом чемпионате США, каждый раз по пути обыгрывая по три посеянных пары. На Уимблдоне им, среди прочих, удалось победить посеянных вторыми Луцию Градецкую и Андрею Главачкову, а в Нью-Йорке также посеянных вторыми Екатерину Макарову и Елену Веснину, проиграв в итоге Градецкой и Главачковой. Ещё один парный титул Деллакква завоевала с опытнейшей Кимико Датэ-Крумм в Паттайе, в общей сложности выиграв за сезон 26 встреч в парах и проиграв только 9 и окончив сезон на десятом месте в парном рейтинге WTA. В одиночном разряде её успехи были скромней, и пиком её одиночных выступлений в 2013 году стали два титула в турнирах ITF, выигранных в октябре — уже после окончания соревнований WTA-тура.
По сравнению с 2013-м, 2014 год был беден на парные достижения, пришедшиеся на середину сезона: Деллакква и Барти лишь два раза играли в финалах, выиграв в Страсбурге и проиграв в Бирмингеме. В одиночном разряде, напротив, этот год стал лучшим в карьере Кейси. Уже в начале сезона она, победив 19-ю ракетку мира Кирстен Флипкенс, во второй раз за карьеру дошла до четвёртого круга на Открытом чемпионате Австралии. Затем, пройдя отборочное сито, Деллакква пробилась в четвертьфинал супертурнира в Индиан-Уэлс, при этом обыграв сразу двух соперниц из первой двадцатки рейтинга, а в Бирмингеме вышла в полуфинал после победы над 17-й ракеткой мира Самантой Стосур. Ближе к концу сезона в число её достижений добавился также выход в четвёртый круг Открытого чемпионата США. По ходу сезона она поднималась в рейтинге до 26-го места и закончила год на 30-й позиции.
В начале 2015 года Деллакква сменила нескольких партнёрш на корте, один раз пробившись в финал турнира АТР (в этот момент с ней играла хорватка Дарья Юрак). В начале мая ей удалось сформировать постоянную пару с Ярославой Шведовой, сразу же выиграв с ней премьер-турнир в Мадриде после побед над четырьмя сеяными парами. После этого Шведова и Деллакква ещё три раза играли в финалах — один раз в премьер-турнире в Цинциннати и дважды в турнирах Большого шлема. Сначала они дошли до финала Открытого чемпионата Франции, победив по ходу вторую сеяную пару Елена Веснина-Екатерина Макарова, а затем — до финала Открытого чемпионата США, где уже и сами были посеяны четвёртыми и проиграли в итоге сильнейшей паре мира Саня Мирза-Мартина Хингис. Этой же паре Деллакква и Шведова уступили в четвертьфинале Уимблдонского турнира. После Открытого чемпионата США Деллакква поднялась в парном рейтинге WTA на пятое место — высшее в карьере, а к концу сезона они со Шведовой подошли в ранге третьей пары мира. Однако полученное Кейси на турнире в Пекине сотрясение мозга не позволило им принять участие в итоговом турнире года, где их заменили Гарбинье Мугуруса и Карла Суарес Наварро.
Пропустив несколько месяцев, Деллакква вернулась на корт, чтобы принять участие в матче Кубка Федерации против сборной Словакии, а затем в премьер-турнирах в Индиан-Уэлсе и Майами. Затем, однако, она пришла к выводу, что физически далека от оптимальной формы, а медицинские проверки показывали, что она всё ещё страдает от последствий сотрясения мозга. В итоге австралийка решила не возобновлять участия в турнирах, пока не восстановится полностью, и с начала апреля до конца 2016 года не выступала. Возобновив выступления в начале 2017 года и отказавшись от игры в одиночном разряде, она вновь составила пару с Барти. Уже на Открытом чемпионате Австралии они дошли до четвертьфинала, обыграв посеянных пятыми Мартину Хингис и Коко Вандевеге, а в феврале принесли единственное очко сборной Австралии в проигранном матче Кубка Федерации против украинок. После этого Барти и Деллакква шесть раз за сезон сыграли в финалах турниров WTA, включая финал Открытого чемпионата Франции, где австралийки обыграли две сеяных пары, прежде чем уступить лидерам мирового рейтинга — Бетани Маттек-Сандс и Луции Шафаржовой. Там же Деллакква дошла до полуфинала в миксте с американцем Радживом Рамом. Три из шести финалов австралийская пара выиграла, в том числе в Страсбурге, где победила по пути три сеяных тандема, и на премьер-турнире в Бирмингеме. На Уимблдоне Барти и Деллакква, как и в Австралии, стали четвертьфиналистками, проиграв второй сеяной паре Екатерина Макарова-Елена Веснина. По итогам сезона они приняли участие в финальном турнире года в Сингапуре, но там в первом круге уступили паре Кики Бертенс-Юханна Ларссон.
За год Деллакква проделала в рейтинге путь с 273-го до 10-го места. Следующий сезон они с Барти начали с выхода в полуфинал премьер-турнира в Брисбене, а в начале февраля принесли сборной Австралии решающее очко в матче Кубка Федерации против команды Украины. После этого, однако, Деллакква объявила об окончании игровой карьеры, объявив, что намерена сосредоточиться на семейной жизни.

## Итоговое место в рейтинге WTA по годам
| Год  | Одиночный рейтинг | Парный рейтинг |
| 2017 |                   | 10             |
| 2016 |                   | 273            |
| 2015 | 112               | 5              |
| 2014 | 30                | 31             |
| 2013 | 130               | 10             |
| 2012 | 88                | 67             |
| 2011 | 156               | 56             |
| 2010 | 226               | 251            |
| 2009 | 1 004             |                |
| 2008 | 55                | 21             |
| 2007 | 78                | 123            |
| 2006 | 172               | 121            |
| 2005 | 223               | 141            |
| 2004 | 301               | 117            |
| 2003 | 275               | 224            |
| 2002 | 458               | 545            |

## Выступления на турнирах

### Финалы турнировITFв одиночном разряде (27)

#### Победы (22)
| Легенда:           |
| ------------------ |
| 100.000 USD (0)*   |
| 75.000 USD (0+3)   |
| 50.000 USD (4+2)   |
| 25.000 USD (17+18) |
| 10.000 USD (1)     |

| Титулы по покрытиям | Титулы по месту проведения матчей турнира |
| ------------------- | ----------------------------------------- |
| Хард (17+14)*       | Зал (0+1)                                 |
| Грунт (2+4)         | Зал (0+1)                                 |
| Трава (3+4)         | Открытый воздух (22+22)                   |
| Ковёр (0+1)         | Открытый воздух (22+22)                   |

* количество побед в одиночном разряде + количество побед в парном разряде.
| №   | Дата             | Турнир                  | Покрытие | Соперница в финале  | Счёт            |
| 1.  | 27 октября 2003  | Далби, Австралия        | Хард     | Ануска ван Эксель   | 6-3 2-6 7-5     |
| 2.  | 1 марта 2004     | Варрнамбул, Австралия   | Трава    | Николь Севелл       | 6-3 3-6 6-2     |
| 3.  | 20 сентября 2005 | Маккай, Австралия       | Хард     | Мария Хосе Аржери   | 1-6 6-3 6-0     |
| 4.  | 27 сентября 2005 | Рокгемптон, Австралия   | Хард     | Бети Секуловски     | 6-1 6-4         |
| 5.  | 8 ноября 2005    | Порт-Пири, Австралия    | Хард     | Синди Уотсон        | 6-3 7-5         |
| 6.  | 7 ноября 2006    | Маунт-Гамбир, Австралия | Хард     | Натали Грандин      | 6-1 6-4         |
| 7.  | 14 ноября 2006   | Порт-Пири, Австралия    | Хард     | Натали Грандин      | 6-4 6-2         |
| 8.  | 13 февраля 2007  | Мельбурн, Австралия     | Грунт    | Кристина Виллер     | 6-3 6-1         |
| 9.  | 13 марта 2007    | Перт, Австралия         | Хард     | Юрика Сэма          | 6-2 6-1         |
| 10. | 25 марта 2007    | Калгурли, Австралия     | Хард     | Маша Зец-Пешкирич   | 6-2 6-4         |
| 11. | 14 августа 2007  | Бронкс, США             | Хард     | Аша Ролле           | 7-5 2-0 — отказ |
| 12. | 15 февраля 2010  | Милдьюра, Австралия     | Трава    | Салли Пирс          | 7-5 6-0         |
| 13. | 4 апреля 2011    | Бандаберг, Австралия    | Грунт    | Оливия Роговска     | 6-2 6-3         |
| 14. | 12 сентября 2011 | Кэрнс, Австралия        | Хард     | Сандра Заневская    | 6-4 7-6(3)      |
| 15. | 19 сентября 2011 | Дарвин, Австралия       | Хард     | Акико Омаэ          | 6-1 6-2         |
| 16. | 3 октября 2011   | Эсперанс, Австралия     | Хард     | Оливия Роговска     | 6-2 6-1         |
| 17. | 10 октября 2011  | Калгурли, Австралия     | Хард     | Моника Адамчак      | 6-2 6-2         |
| 18. | 14 ноября 2011   | Траралгон, Австралия    | Хард     | Саша Джонс          | 7-5 7-6(6)      |
| 19. | 21 ноября 2011   | Бендиго, Австралия      | Хард     | Изабелла Холланд    | 6-2 6-2         |
| 20. | 7 мая 2012       | Фукуока, Япония         | Трава    | Моника Адамчак      | 6-4 6-1         |
| 21. | 27 октября 2013  | Бендиго, Австралия      | Хард     | Ноппаван Летчивакан | 6-4 6-4         |
| 22. | 3 ноября 2013    | Бендиго, Австралия      | Хард     | Тамми Паттерсон     | 6-3 6-1         |

#### Поражения (5)
| №  | Дата           | Турнир               | Покрытие | Соперница в финале         | Счёт           |
| 1. | 26 апреля 2005 | Хамамацу, Япония     | Ковёр    | Рёко Фуда                  | 1-4 — отказ    |
| 2. | 3 октября 2006 | Траралгон, Австралия | Хард     | Ракель Копс-Джонс          | 4-6 2-6        |
| 3. | 9 октября 2006 | Мельбурн, Австралия  | Хард     | Марина Эракович            | 1-6 6-0 4-6    |
| 4. | 17 апреля 2007 | Кальвиа, Испания     | Грунт    | Мария Хосе Мартинес Санчес | 1-6 7-6(3) 5-7 |
| 5. | 8 мая 2007     | Фукуока, Япония      | Ковёр    | Чжань Юнжань               | 4-6 4-6        |

### Финалы турниров Большого шлема в парном разряде (7)

#### Поражения (7)
| №  | Год  | Турнир                         | Покрытие | Партнёрша          | Соперницы в финале                              | Счёт           |
| 1. | 2008 | Открытый чемпионат Франции     | Грунт    | Франческа Скьявоне | Анабель Медина Гарригес Вирхиния Руано Паскуаль | 6-2 5-7 4-6    |
| 2. | 2013 | Открытый чемпионат Австралии   | Хард     | Эшли Барти         | Роберта Винчи Сара Эррани                       | 2-6 6-3 2-6    |
| 3. | 2013 | Уимблдон                       | Трава    | Эшли Барти         | Пэн Шуай Се Шувэй                               | 6-7(1) 1-6     |
| 4. | 2013 | Открытый чемпионат США         | Хард     | Эшли Барти         | Андреа Главачкова Луция Градецкая               | 7-6(4) 1-6 4-6 |
| 5. | 2015 | Открытый чемпионат Франции (2) | Грунт    | Ярослава Шведова   | Бетани Маттек-Сандс Луция Шафаржова             | 6-3 4-6 2-6    |
| 6. | 2015 | Открытый чемпионат США (2)     | Хард     | Ярослава Шведова   | Саня Мирза Мартина Хингис                       | 3-6 3-6        |
| 7. | 2017 | Открытый чемпионат Франции (3) | Грунт    | Эшли Барти         | Бетани Маттек-Сандс Луция Шафаржова             | 2-6 1-6        |

### Финалы турнировWTAв парном разряде (20)

#### Победы (7)
| Легенда: До 2009 года           | Легенда: С 2009 года    |
| ------------------------------- | ----------------------- |
| Турниры Большого шлема (0+0+1)* |                         |
| Олимпиада (0)                   |                         |
| Итоговый турнир WTA (0)         |                         |
| 1-я категория (0)               | Premier Mandatory (0+1) |
| 2-я категория (0)               | Premier 5 (0)           |
| 3-я категория (0)               | Premier (0+1)           |
| 4-я категория (0)               | International (0+5)     |
| 5-я категория (0)               | International (0+5)     |

| Титулы по покрытиям | Титулы по месту проведения матчей турнира |
| ------------------- | ----------------------------------------- |
| Хард (0+2)*         | Зал (0)                                   |
| Грунт (0+3+1)       | Зал (0)                                   |
| Трава (0+2)         | Открытый воздух (0+7+1)                   |
| Ковёр (0)           | Открытый воздух (0+7+1)                   |

* количество побед в одиночном разряде + количество побед в парном разряде + количество побед в миксте.
| №  | Дата           | Турнир                        | Покрытие | Партнёрша         | Соперницы в финале                     | Счёт              |
| 1. | 3 февраля 2013 | Паттайя, Таиланд              | Хард     | Кимико Датэ-Крумм | Акгуль Аманмурадова Александра Панова  | 6-3 6-2           |
| 2. | 16 июня 2013   | Бирмингем, Великобритания     | Трава    | Эшли Барти        | Кара Блэк Марина Эракович              | 7-5 6-4           |
| 3. | 24 мая 2014    | Страсбург, Франция            | Грунт    | Эшли Барти        | Татьяна Буа Даниэла Сегель             | 4-6 7-5 [10-4]    |
| 4. | 9 мая 2015     | Мадрид, Испания               | Грунт    | Ярослава Шведова  | Гарбинье Мугуруса Карла Суарес Наварро | 6-3 6-7(4) [10-5] |
| 5. | 5 марта 2017   | Куала-Лумпур, Малайзия        | Хард     | Эшли Барти        | Николь Мелихар Макото Ниномия          | 7-6(5) 6-3        |
| 6. | 27 мая 2017    | Страсбург, Франция (2)        | Грунт    | Эшли Барти        | Чжань Хаоцин Чжань Юнжань              | 6-4 6-2           |
| 7. | 25 июня 2017   | Бирмингем, Великобритания (2) | Трава    | Эшли Барти        | Чжан Шуай Чжань Хаоцин                 | 6-1 2-6 [10-8]    |

#### Поражения (13)
| №   | Дата             | Турнир                         | Покрытие | Партнёрша          | Соперницы в финале                              | Счёт           |
| 1.  | 7 июня 2008      | Открытый чемпионат Франции     | Грунт    | Франческа Скьявоне | Вирхиния Руано Паскуаль Анабель Медина Гарригес | 6-2 5-7 4-6    |
| 2.  | 12 января 2009   | Сидней, Австралия              | Хард     | Натали Деши        | Пэн Шуай Се Шувэй                               | 0-6 1-6        |
| 3.  | 25 января 2013   | Открытый чемпионат Австралии   | Хард     | Эшли Барти         | Роберта Винчи Сара Эррани                       | 2-6 6-3 2-6    |
| 4.  | 6 июля 2013      | Уимблдон                       | Трава    | Эшли Барти         | Пэн Шуай Се Шувэй                               | 6-7(1) 1-6     |
| 5.  | 8 сентября 2013  | Открытый чемпионат США         | Хард     | Эшли Барти         | Андреа Главачкова Луция Градецкая               | 7-6(4) 1-6 4-6 |
| 6.  | 15 июня 2014     | Бирмингем, Великобритания      | Трава    | Эшли Барти         | Ракель Копс-Джонс Абигейл Спирс                 | 6-7(1) 1-6     |
| 7.  | 12 апреля 2015   | Чарлстон, США                  | Грунт    | Дарья Юрак         | Саня Мирза Мартина Хингис                       | 0-6 4-6        |
| 8.  | 7 июня 2015      | Открытый чемпионат Франции (2) | Грунт    | Ярослава Шведова   | Бетани Маттек-Сандс Луция Шафаржова             | 6-3 4-6 2-6    |
| 9.  | 23 августа 2015  | Цинциннати, США                | Хард     | Ярослава Шведова   | Чжань Хаоцин Чжань Юнжань                       | 5-7 4-6        |
| 10. | 13 сентября 2015 | Открытый чемпионат США (2)     | Хард     | Ярослава Шведова   | Саня Мирза Мартина Хингис                       | 3-6 3-6        |
| 11. | 11 июня 2017     | Открытый чемпионат Франции (3) | Грунт    | Эшли Барти         | Бетани Маттек-Сандс Луция Шафаржова             | 2-6 1-6        |
| 12. | 1 июля 2017      | Истборн, Великобритания        | Трава    | Эшли Барти         | Мартина Хингис Чжань Юнжань                     | 3-6 5-7        |
| 13. | 26 августа 2017  | Нью-Хейвен, США                | Хард     | Эшли Барти         | Габриэла Дабровски Сюй Ифань                    | 6-3 3-6 [8-10] |

### Финалы турнировITFв парном разряде (33)

#### Победы (23)
| №   | Дата             | Турнир                    | Покрытие    | Партнёрша            | Соперницы в финале                      | Счёт              |
| 1.  | 27 октября 2003  | Далби, Австралия          | Хард        | Эви Доминикович      | Ануска ван Эксель Элизабет Шмидт        | 6-7(8) 6-2 6-1    |
| 2.  | 23 февраля 2004  | Бендиго, Австралия        | Хард        | Николь Севелл        | Шахар Пеер Винна Пракуся                | 6-2 1-6 6-2       |
| 3.  | 20 июля 2004     | Скенектади, США           | Хард        | Николь Севелл        | Джулия Дитти Энсли Каргилл              | 3-6 7-6(2) 6-2    |
| 4.  | 8 ноября 2004    | Порт-Пири, Австралия      | Хард        | Сунита Рао           | Даниэлла Доминикович Эви Доминикович    | 4-6 6-3 7-6(6)    |
| 5.  | 22 февраля 2005  | Бендиго, Австралия        | Хард        | Труди Мусгрейв       | Бети Секуловски Синди Уотсон            | 6-4 7-6(2)        |
| 6.  | 31 мая 2005      | Галатина, Италия          | Грунт       | Лусия Гонсалес       | Ярмила Гайдошова Татьяна Пучек          | 6-4 6-3           |
| 7.  | 20 сентября 2005 | Маккай, Австралия         | Хард        | Даниэлла Доминикович | Моника Адамчак Оливия Лукашевич         | 7-6(6) 7-6(2)     |
| 8.  | 27 сентября 2005 | Рокгемптон, Австралия     | Хард        | Даниэлла Доминикович | Бети Секуловски Александра Срндович     | 6-4 6-2           |
| 9.  | 11 октября 2005  | Лайнем, Австралия         | Грунт       | Даниэлла Доминикович | Элисон Бэй Дженни Свифт                 | 6-4 6-3           |
| 10. | 28 февраля 2006  | Лас-Вегас, США            | Хард        | Николь Пратт         | Мария Фернанда Алвес Татьяна Перебийнис | Без игры          |
| 11. | 5 июня 2006      | Сербитон, Великобритания  | Трава       | Труди Мусгрейв       | Се Шувэй Тамарин Танасугарн             | 6-3 6-3           |
| 12. | 9 октября 2006   | Мельбурн, Австралия       | Хард        | Сунита Рао           | Даниэлла Доминикович Эви Доминикович    | 6-3 6-2           |
| 13. | 13 марта 2007    | Перт, Австралия           | Хард        | Эмили Хьюсон         | Кристина Виллер Труди Мусгрейв          | 6-4 4-6 6-2       |
| 14. | 19 февраля 2010  | Милдьюра, Австралия       | Трава       | Джессика Мур         | Ярмила Грот Джада Хоппер                | 6-2 7-6(3)        |
| 15. | 5 марта 2010     | Сидней, Австралия         | Хард        | Джессика Мур         | Труди Мусгрейв Софи Фергюсон            | Без игры          |
| 16. | 27 февраля 2011  | Милдьюра, Австралия       | Трава       | Оливия Роговска      | Кумико Иидзима Рика Фудзивара           | 4-6 7-6(6) [10-4] |
| 17. | 6 марта 2011     | Сидней, Австралия         | Хард        | Оливия Роговска      | Кумико Иидзима Рика Фудзивара           | 3-6 7-6(3) [10-4] |
| 18. | 3 апреля 2011    | Ипсвич, Австралия         | Грунт       | Оливия Роговска      | Мики Миямура Мари Танака                | 6-4 6-4           |
| 19. | 10 апреля 2011   | Бандаберг, Австралия      | Грунт       | Оливия Роговска      | Даниэлла Доминикович Сандра Заневская   | 7-5 6-4           |
| 20. | 9 октября 2011   | Эсперанс, Австралия       | Хард        | Оливия Роговска      | Моника Адамчак Сандра Заневская         | 6-3 6-2           |
| 21. | 16 октября 2011  | Калгурли, Австралия       | Хард        | Оливия Роговска      | Сюй Ифань Чжан Кайлинь                  | 6-1 6-1           |
| 22. | 10 июня 2012     | Ноттингем, Великобритания | Трава       | Элени Данилиду       | Лора Робсон Хезер Уотсон                | 6-4 6-2           |
| 23. | 25 ноября 2012   | Тоёта, Япония             | Ковёр (зал) | Эшли Барти           | Варатчая Вонгтинчай Мики Миямура        | 6-1 6-2           |

#### Поражения (10)
| №   | Дата            | Турнир                | Покрытие | Партнёрша           | Соперницы в финале                      | Счёт        |
| 1.  | 11 марта 2002   | Беналья, Австралия    | Трава    | Свеня Вайдеманн     | Николь Криз Сара Стоун                  | 5-7 1-6     |
| 2.  | 1 марта 2004    | Варрнамбул, Австралия | Трава    | Джеслин Хьюитт      | Пола Марама Эден Марама                 | 3-6 6-4 2-6 |
| 3.  | 27 июля 2004    | Лексингтон, США       | Хард     | Николь Севелл       | Натали Грандин Клер Каррен              | 6-7(6) 4-6  |
| 4.  | 18 октября 2004 | Рокгемптон, Австралия | Хард     | Николь Севелл       | Даниэлла Доминикович Эви Доминикович    | 5-7 2-6     |
| 5.  | 14 августа 2005 | Уси, Китай            | Хард     | Софи Фергюсон       | Винна Пракуся Чон Ми Ра                 | 2-6 6-7(6)  |
| 6.  | 15 ноября 2005  | Нуриутпа, Австралия   | Хард     | Труди Мусгрейв      | Грета Арн Анастасия Родионова           | 4-6 6-1 5-7 |
| 7.  | 3 октября 2006  | Траралгон, Австралия  | Хард     | Сунита Рао          | Ракель Копс-Джонс Кристина Хориатопулос | 2-6 6-7(5)  |
| 8.  | 24 июля 2007    | Лексингтон, США       | Хард     | Натали Грандин      | Линдсей Ли-Уотерс Мелинда Цинк          | 2-6 6-7(6)  |
| 9.  | 20 мая 2012     | Прага, Чехия          | Грунт    | Акгуль Аманмурадова | Ализе Корне Виржини Раззано             | 2-6 3-6     |
| 10. | 28 февраля 2016 | Порт-Пири, Австралия  | Хард     | Эшли Барти          | Ли Ясюань Рико Саваянаги                | 4-6 5-7     |

### Финалы турниров Большого шлема в смешанном парном разряде (1)

#### Победы (1)
| №  | Год  | Турнир                     | Покрытие | Партнёр      | Соперники в финале               | Счёт              |
| 1. | 2011 | Открытый чемпионат Франции | Грунт    | Скотт Липски | Катарина Среботник Ненад Зимонич | 7-6(6) 4-6 [10-7] |

## История выступлений на турнирах
| Турнир                       | 2003  | 2004  | 2005          | 2006          | 2007          | 2008  | 2009          | 2010          | 2011          | 2012  | 2013          | 2014          | 2015          | 2017          | 2018          | Итог   | В/П за карьеру |
| ---------------------------- | ----- | ----- | ------------- | ------------- | ------------- | ----- | ------------- | ------------- | ------------- | ----- | ------------- | ------------- | ------------- | ------------- | ------------- | ------ | -------------- |
| Турниры Большого шлема       |       |       |               |               |               |       |               |               |               |       |               |               |               |               |               |        |                |
| Открытый чемпионат Австралии | 2Р    | 2Р    | 1Р            | 2Р            | 1Р            | 1Р    | 1/2           | 1Р            | -             | 1Р    | Ф             | 2Р            | 2Р            | 1/4           | 2Р            | 0 / 14 | 17-14          |
| Открытый чемпионат Франции   | -     | -     | -             | -             | -             | Ф     | -             | -             | 3Р            | 2Р    | 1Р            | 1/4           | Ф             | Ф             | -             | 0 / 7  | 21-7           |
| Уимблдонский турнир          | -     | -     | -             | -             | -             | 1/2   | -             | 1Р            | 1Р            | 2Р    | Ф             | 1/4           | 1/4           | 1/4           | -             | 0 / 8  | 19-8           |
| Открытый чемпионат США       | -     | 1Р    | -             | -             | 2Р            | 1Р    | -             | -             | 1Р            | 1Р    | Ф             | 1Р            | Ф             | 2Р            | -             | 0 / 9  | 12-9           |
| Итог                         | 0 / 1 | 0 / 2 | 0 / 1         | 0 / 1         | 0 / 2         | 0 / 4 | 0 / 1         | 0 / 2         | 0 / 3         | 0 / 4 | 0 / 4         | 0 / 4         | 0 / 4         | 0 / 4         | 0 / 1         | 0 / 38 |                |
| В/П в сезоне                 | 1-1   | 1-2   | 0-1           | 1-1           | 1-2           | 9-4   | 3-1           | 0-2           | 2-3           | 2-4   | 15-4          | 7-4           | 14-4          | 12-4          | 1-1           |        | 69-38          |
| Олимпийские игры             |       |       |               |               |               |       |               |               |               |       |               |               |               |               |               |        |                |
| Летняя олимпиада             | НП    | -     | Не проводился | Не проводился | Не проводился | 1Р    | Не проводился | Не проводился | Не проводился | 1Р    | Не проводился | Не проводился | Не проводился | Не проводился | Не проводился | 0 / 2  | 0-2            |